# Amsterodamský balonový voláč
Amsterodamský balonový voláč, též balónový voláč či jen amsterodamský voláč, je plemeno holuba domácího s tělem utvářeným do velké koule. Je to malý, krátký a široký holub s velkým voletem, které je širší než vyšší, krk je prohnutý dozadu a kulovitý tvar těla je narušen jen vodorovně nesenými křídly a ocasem. Nafouknutí volete řadí toto plemeno mezi voláče, od kterých se však v ostatních rysech výrazně liší a tvoří tak svojí vlastní podskupinu. V seznamu plemen EE je zařazen mezi voláče a to pod číslem 0331.

## Charakteristika
Amsterodamský balonový voláč je holub malého tělesného rámce. Jeho hlava má oválný, nízce klenutý tvar, zobák je středně dlouhý, se slabým ozobím. Oční duhovka je většinou žlutá až oranžová, jen bílí ptáci mají oči tmavé. Krk je esovitě zahnutý a zvrácený dozadu, aniž by se dotýkal zad. Podobně jako u pávíků či stargardského rejdiče je i pro balónového voláče typický potřes krku. Vole je v porovnání s velikosti těla velmi velké, kulovitého tvaru a je širší než vyšší. Trup je zakulacený, s širokou hrudí, křídla a ocas jsou krátké, držené vodorovně, jsou-li nesena ještě výše, nad vodorovnou osou trupu, je to považováno za přednost. Nohy jsou středně dlouhé, s neopřenými běháky či prsty. Náznak opeření však není vadou.
Opeření celého těla je tvrdé a pevně přilehlé k tělu. Jeho zbarvení není při posuzování na výstavách příliš důležité, upřednostňují se však čisté a syté barvy. Amsterodamský balonový voláč se chová v bílé barvě, v rázu plnobarevném černém, červeném a žlutém, bezpruzí a pruhoví holubi v modré, stříbřité, červeně a žlutě plavé, v rázu černoocasém a modroocasém a kresbě anglické a tygří.